# Genova Pra
Genova Pra (wł: Stazione di Genova Pra) – przystanek kolejowy w Genui, w regionie Liguria, we Włoszech. Znajdują się tu 2 perony.
| Genova Pra                |  |                    |
| Linia Genua - Ventimiglia |  |                    |
| Genova Pegli              |  | Genova Voltri mare |